# Come possiamo riorganizzare il Rabkrin
Come possiamo riorganizzare il Rabkrin (in russo Как нам реорганизовать Рабкрин?, Kak nam reoranizavat' Rabkrin), è un articolo di Vladimir Lenin, in cui, per combattere la burocrazia e il pericolo di spaccatura del partito, propone di stabilire uno stretto collegamento organizzativo tra gli organi dirigenti dello Stato (RKI) e controllo di parte (PCU). Scritto il 23 gennaio 1923, alla vigilia del XII Congresso del Partito. Pubblicato per la prima volta sul quotidiano Pravda il 25 gennaio 1923. In teoria è il libro che viene prima di Meglio meno, ma meglio.
Il lavoro è direttamente correlato alla "Lettera al congresso" e prosegue le sue idee. Contiene proposte per unire la PCU e la RKI e per conferire all'organismo paritetico ampi poteri al fine di ridurre e ridurre il più possibile i costi dell'apparato statale. Nella sua opera, Lenin propone le seguenti modifiche:
(Vladimir Lenin, Come possiamo riorganizzare il Rabkrin)
Allo stesso tempo, Lenin attribuiva un'importanza fondamentale all'inclusione dei lavoratori ordinari e dei contadini nel Comitato Centrale e nella PCU per migliorare la situazione nel partito, ridurre il pericolo di scissione e burocratizzazione dell'apparato.
Il 28 marzo 1923 una lettera firmata da Andrej Andreevič Andreev, Nikolaj Ivanovič Bucharin, Feliks Ėdmundovič Dzeržinskij, Michail Ivanovič Kalinin, Lev Borisovič Kamenev, Valerian Vladimirovič Kujbyšev, Vjačeslav Michajlovič Molotov, Aleksej Ivanovič Rykov, Iosif Vissarionovič Stalin, Michail Pavlovič Tomskij, Lev Davídovič Trotskij fu inviata ai segretari dei comitati provinciali del PCUS, in cui questo Il lavoro leninista è stato in realtà sconfessato dal seguente commento a lei rivolto: una persona malata, tagliata fuori dalla vita reale e non partecipando al lavoro degli organi di partito, scrive qualcosa come un diario. Iosif Stalin si assicurò che le parole dalla citazione di cui sopra non entrassero nella prima pubblicazione dell'articolo, e poi nelle successive quattro edizioni delle Opere di Lenin. Di conseguenza, la richiesta di Vladimir Lenin di tenere sotto stretto controllo le attività del Segretario Generale del Comitato Centrale PCUS per molti anni divenne sconosciuta al partito.
Al XII Congresso del Partito Comunista dell'Unione dei Bolscevichi, la questione di Rabkrin non è stata inclusa nell'ordine del giorno ed è stata poco discussa. La PCU, con i poteri delineati da Lenin, non è stata creata e non è diventata un organo paritetico nei diritti al Comitato Centrale.